# アレクサンダー・アフィノゲーノフ
アレクサンダー・ニコラエヴィチ・アフィノゲーノフ（ロシア語:'Алекса́ндр Никола́евич Афиноге́нов、英語:Alexander Nikolayevich Afinogenov, 1904年4月4日（旧暦:3月22日） - 1941年10月29日）は、ロシアスコピン出身の劇作家。
生涯で評論や戯曲を20本近く著した。主著に『マーシェンカ』や『恐怖』がある。ロシアの写実的心理劇の発展に影響を与えた。

## 生涯
1904年4月4日（旧暦:3月22日）、ロシアリャザン州のスコピンに生まれる。
1922年にソビエト連邦共産党に入党。1924年にジャーナリズムの学位を取ると共に劇作をはじめた。
当時の文化啓蒙組織であったプロレトクリトの影響を受け、プロレトクリトの演劇に関する書記として務めた。なお、プロレトクリトの書記としての活動は教条主義的演劇論を唱えるものであった。劇作をはじめたアフィノゲーノフの初期の戯曲にはプロレトクリトの影響があってかステレオタイプな人物が描かれていた。
1930年にはロシアの新暦、旧暦の思想問題を取り扱った作品『恐怖』はアフィノゲーノフの傑作である。また、同様に新暦旧暦の思想問題を取り扱った作品に1929年に著された『変人』や1933年に著された『嘘』がある。ロシア・プロレタリア作家協会（ラップ）の中心人物の一人だったが、ラップが1934年にソビエト連邦作家同盟へ統合されると理事に選出された。
1935年、劇作『ダリョーコエ』が初演される。
1936年、スペイン内戦に関する作品を発表する。しかし、同年から旧ラップだったことが祟ってか激しく非難されるようになり、戯曲の上演を禁止されると共に翌1937年に共産党と作家同盟を追放された。ただし、他のラップ関係者と異なり大粛清は免れてペレデルキノに住んだ。ボリス・パステルナークは、この時期の数少ない友人であった。この時期に小説『三年』を著す。翌1938年に共産党への復帰を許される。
1940年には叙情の喜劇『マーシェンカ』を著す。
1941年、『マーシェンカ』が初演される。同年、ソビエト連邦共産党中央委員会直属で独ソ戦等の宣伝機関であるソビエト情報局に加入して文学部門を率いる。
独ソ戦勃発後の1941年10月29日、モスクワでドイツ軍の空襲により死去、37歳没。アメリカ人の妻と共に西部戦線の再構築を訴えに渡米する直前のことであった（結局妻が単身渡米することとなった）。墓所はノヴォデヴィチ女子修道院。